# Sarcoscypha
Sarcoscypha é um género de fungos ascomicetos da família Sarcoscyphaceae. As espécies de Sarcoscypha podem ser encontradas na Europa, América do Norte e Ásia tropical. Caracterizam-se pelo apotécio em forma de cálice frequentemente com cores muito vivas. Alguns membros da família como  S. coccinea e - de acordo com conhecimentos recentes - o mais comum na Europa Ocidental e Estados Unidos, S. austriaca, têm apotécios de cor escarlate.
O nome tem origem no grego sarco que significa carne e escifo (skyphos) que significa cálice.
As formas anamórficas são classificadas no género Molliardiomyces.

## Descrição
As espécies de Sarcoscypha têm corpos frutíferos (apotécios) em forma de cálice tipicamente coloridos com tons vivos de vermelho ou amarelo, embora se conheça uma variedade incolor de S. coccinea. Os apotécios têm geralmente um estipe, embora alguns indivíduos possam parecer estar fixados directamente (i.e. sésseis) à superfície de crescimento. Os ascos têm forma cilíndrica, paredes espessas, e um opérculo apical—uma tampa que abre antes da descarga dos esporos.

### Forma anamórfica
Os fungos anamórficos ou imperfeitos são aqueles que parecem carecer de um estádio sexual no seu ciclo de vida, e tipicamente reproduzem-se por mitose em estruturas chamadas conídios. Em alguns casos, o estádio sexual - ou estádio teleomórfico- é posteriormente identificado e é estabelecida uma relaçao teleomorfo-anamorfo entre as espécies. O Código Internacional de Nomenclatura Botânica permite o reconhecimento de dois (ou mais) nomes para um mesmo organismo, um baseado no teleomorfo, o(s) outro(s) restringidos ao anamorfo. O estado anamórfico de S. coccinea é Molliardiomyces eucoccinea, descrito pela primeira vez por Marin Molliard em 1904. Em 1972, John W. Paden descreveu novamente o anamorfo, mas tal como Molliard, nao consguiu fornecer uma descrição completa de espécie. Em 1984, Paden criou um novo género Molliardiomyces para conter as formas anamórficas de várias espécies de Sarcoscypha, sendo Molliardiomyces eucoccinea a espécie-tipo. Esta forma produz conidióforos incolores (caules especializados que portam os conídios) que são geralmente irregularmente ramificados medindo 30–110 por 3,2–4,7 µm. Os conídios são elipsoidais a ovais em forma, lisos, translúcidos (hialinos), e medem  4,8–16,0 por 2,3–5,8 µm; tendem a acumular "massas mucilaginosas".

## Habitat
Os membros de Sarcoscyphaceae crescem como saprotróficos em madeira morta, e no caso de Sarcoscypha em particular, em ramos e galhos húmidos de espécies de madeira dura frequentemente associados a musgos afins da humidade. Existe uma forte relação entre locais húmidos e encostas voltadas a norte. Locais típicos incluem bosques em vales húmidos de riachos. A frutificação da maioria das espécies tende a ocorrer no fim do inverno ou início da primavera sendo os corpos frutíferos produzidos na madeira morta na qual se desenvolve o micélio, embora em alguns casos o apotécio pareça surgir de entre musgo ou de folhas mortas. Devido à sua cor viva, muitas espécies são fáceis de ver em bosques húmidos antes da primavera.
Em áreas com clima continental, os corpos frutíferos podem desenvolver-se debaixo de neve e são apenas visíveis após o degelo.

## Filogenia
As relações filogenéticas dentro do género Sarcoscypha foram analisadas por Francis Harrington no final da década de 1990. A análise cladística combinou a comparação de sequências  do espaçador interno transcrito do ARN não-funcional com quinze caracteres morfológicos tradicionais, como características dos esporos, forma do corpo frutífero, e grau de enrolamento do tomento. Com base nesta análise, um clado principal inclui as espécies S. austriaca, S. macaronesica, S. knixoniana e S. humberiana, enquanto outro tem S. korfiana, S. occidentalis, S. mesocyatha, S. dudleyi, S. emarginata, e S. hosoyae. S. jarvensis é irmão de todas estas espécies.

## Espécies
Segundo a 10ª edição do Dictionary of the Fungi (2008), existem cerca de 28 espécies neste género. Segue uma lista incompleta:
- S. austriaca
- S. chudei
- S. coccinea
- S. dudleyi
- S. emarginata
- S. excelsa
- S. hosoyae
- S. humberiana
- S. javensis
- S. jurana
- S. knixoniana
- S. korfiana
- S. lilliputiana
- S. macaronesica
- S. mesocyatha
- S. occidentalis
- S. serrata
- S. shennongjiana
- S. vassiljevae

A espécie S. striatispora, antes incluída nesta lista, foi transferida para o género Nanoscypha para manter a monofilia de Sarcoscypha.Harrington FA. (1998). Relationships among Sarcoscypha species: Evidence from molecular and morphological characters. Mycologia 90(2): 235–43.</ref>
- Este artigo foi inicialmente traduzido, total ou parcialmente, do artigo da Wikipédia em inglês cujo título é «Sarcoscypha», especificamente desta versão.